# エベネザー・ハワード
エベネーザー・ハワード（Ebenezer Howard, 1850年1月29日 - 1928年5月1日）は、近代都市計画の祖とよばれるイギリスの社会改良家。
田園都市論において自然との共生、都市の自律性を提示し、その後の近代都市計画に多くの影響を与えることとなった。その功績はパトリック・ゲデスと並ぶ。

## 田園都市論と実際の建設
重工業が発展するロンドンの、あまりの環境悪化と貧困の拡大を憂いた彼は、アメリカ・シカゴのガーデンシティ構想から刺激を受け、「都市と農村の結婚」を目指して1898年に「明日－真の改革にいたる平和な道 (To-morrow;A Peaceful Path to Real Reform)」を出版。1902年にわずかに改訂され「明日の田園都市 (Garden City of To-morrow)」と題名が改められた。
これは人口数万程度の限定された規模の、自律した職住近接型の都市を郊外に建設するものである。住宅は公園や森に囲まれ、農作業などをするスペースもある。豊かな者や貧しい者など、多様な家庭のための賃貸住宅があり、その賃貸は田園都市を運営する土地会社によって行われる。この資金を元手に、住民たち自身が公共施設の整備などをすすめるなど、住民によるコミュニティ形成もめざしたところが重要な点であった。
この理論は余りにも夢想的だと批判されたが、彼は現実に1903年ロンドン北郊のレッチワースに田園都市を着工し、住民を募集し、その運営を見事に軌道に乗せて見せた。第一次世界大戦後には二つ目の田園都市、ウェリンを作り、その後ドイツで建築家ヘルマン・ムテジウスやブルーノ・タウトらと接触し、彼らによってワイマール共和国時代のドイツ各地での住宅開発計画が進められた。ハワードは1928年没するが、レッチワースなどの成功はイギリス政府を刺激し、その後政府の手で30以上のニュータウン・コミュニティが建設された。

## 世界への影響
彼の著作及びレッチワースをモデルとした都市計画が、著作出版から10年以内に北米・ヨーロッパ・ロシア・日本など世界各地に出現した。21世紀の今日でもニュータウン建設や郊外住宅建設にあたってはハワードの理論が引用されることが多い。だが、それらの多くは田園都市の美名の下、単なるベッドタウンに終わり、職住近接の自律した都市や、住民によるコミュニティまでを実現しようとした例、実現した例は多くない。

## 三つの磁石

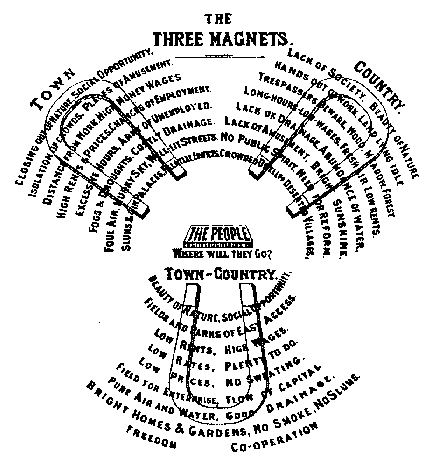
ハワードの「三つの磁石」図

「明日－真の改革にいたる平和な道(To-morrow;A Peaceful Path to Real Reform)」に掲載された、彼の思想を表現した図面である。都市と田園と田園都市の3つの磁石が人々をひきつけようとしている。
THE THREE MAGNETS
THE PEOPLE

Where will they go?
人々はどこに行くだろうか?

### Town（都市）
Closing out of nature. Social opportunity.

Isolation of crowds. Places of amusement.

Distance from work. High money wages.

High rents & prices. Chances of employment.

Excessive hours. Army of unemployed.

Fogs and droughts. Costly drainage.

Foul air. Murky sky. Well-lit streets.

Slums & gin palaces. Palatial edifices.
自然からの隔離。社会的な機会。

群衆の中の孤独。歓楽の場所。

仕事場からの距離。高い賃金。

高い家賃と物価。雇用の機会。

超過労働。失業者の大群。

霧と旱魃。高い下水。

汚い空気。かすんだ空。よく照らされた夜の通り。

スラムと酒場。壮大な建築群。

### Country（田園）
Lack of society. Beauty of nature.

Hands out of work. Land lying idle.

Trespassers beware. Wood, meadow, forest.

Long hours, low wages. Fresh air. Low rents.

Lack of drainage. Abundance of water.

Lack of amusement. Bright sunshine.

No public spirit. Need for reform.

Crowded dwellings. Deserted villages.
社会の欠如。自然の美しさ。

仕事の少なさ。手付かずの土地。

通行人は用心が必要。木々、牧草地、森。

長時間労働でも低賃金。新鮮な空気と家賃の安さ。

下水の欠如。豊富な水。

娯楽の欠如。明るい陽光。

公共精神の欠如。社会改革の必要。

住人の多い住居。孤立した村々。

### Town-Country（田園都市）
Beauty of nature. Social opportunity.

Fields and parks of easy access.

Low rents, high wages.

Low rates, plenty to do.

Low prices, no sweating.

Field for enterprise, flow of capital.

Pure air and water, good drainage.

Bright homes & gardens, no smoke, no slums.

Freedom. Co-operation.
自然の美。社会的な機会。

簡単に野原や公園にたどり着ける。

低い家賃、高い賃金。

低い税金、やることはたくさんある。

低い物価、重労働はない。

起業のための場所、資金の豊富さ。

澄んだ空気と水、よく整備された下水。

明るい家庭と公園、煙やスラムはない。

自由。共働。

## 「明日－真の改革にいたる平和な道」（1898年）

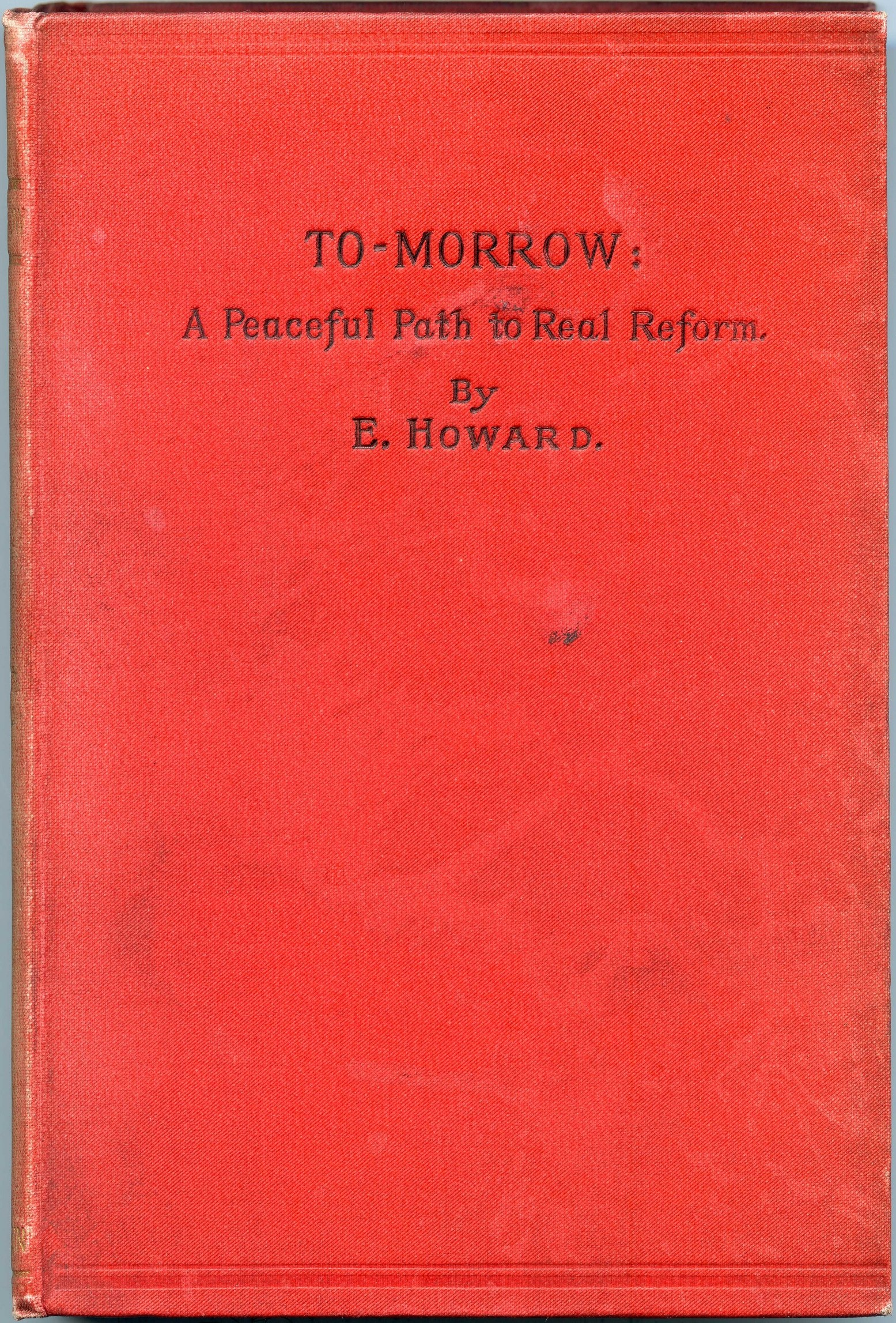
エベネザー・ハワード（1898）『明日――真の改革にいたる平和な道』の表紙
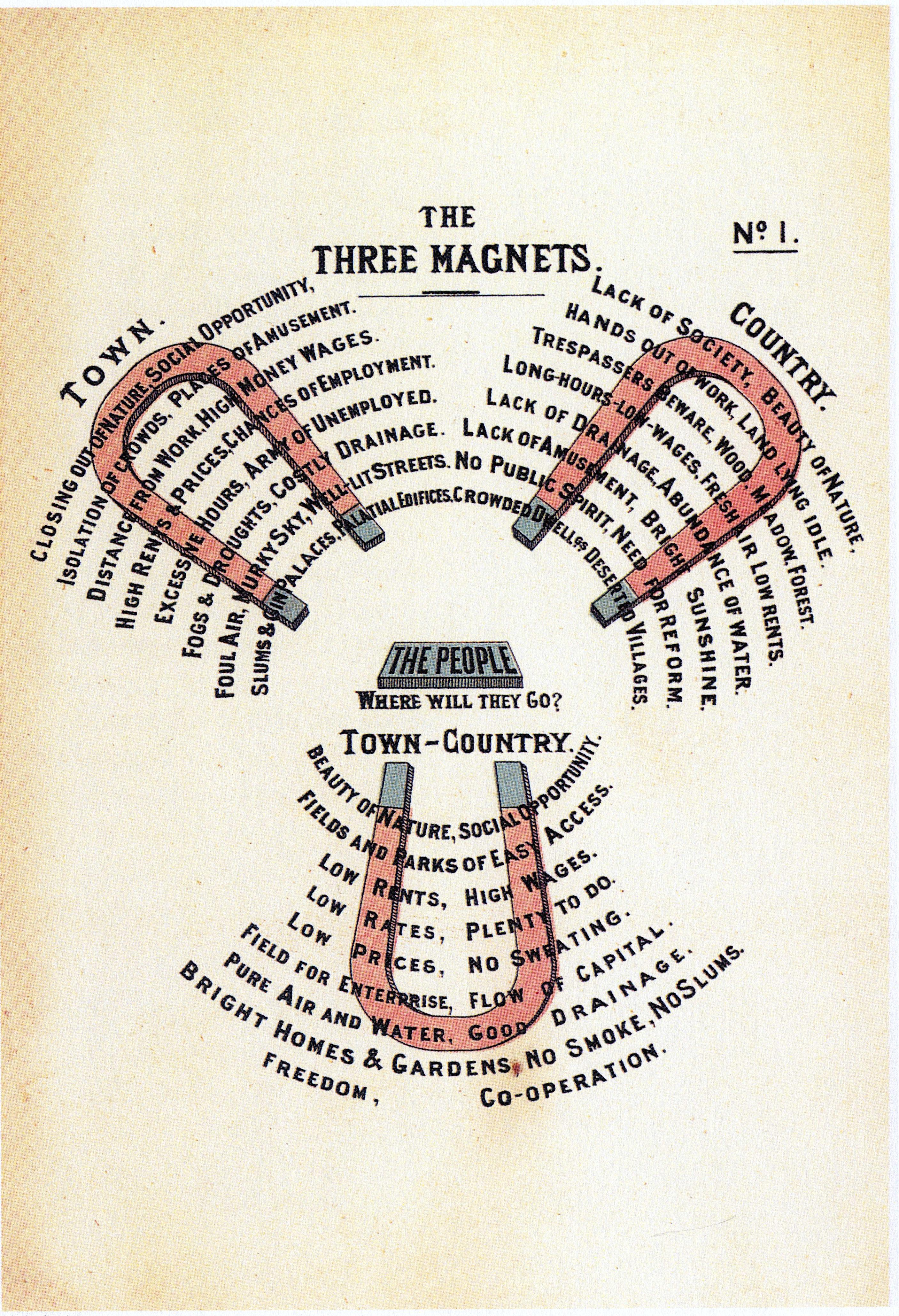
ダイアグラムNo.1 （三つの磁石）
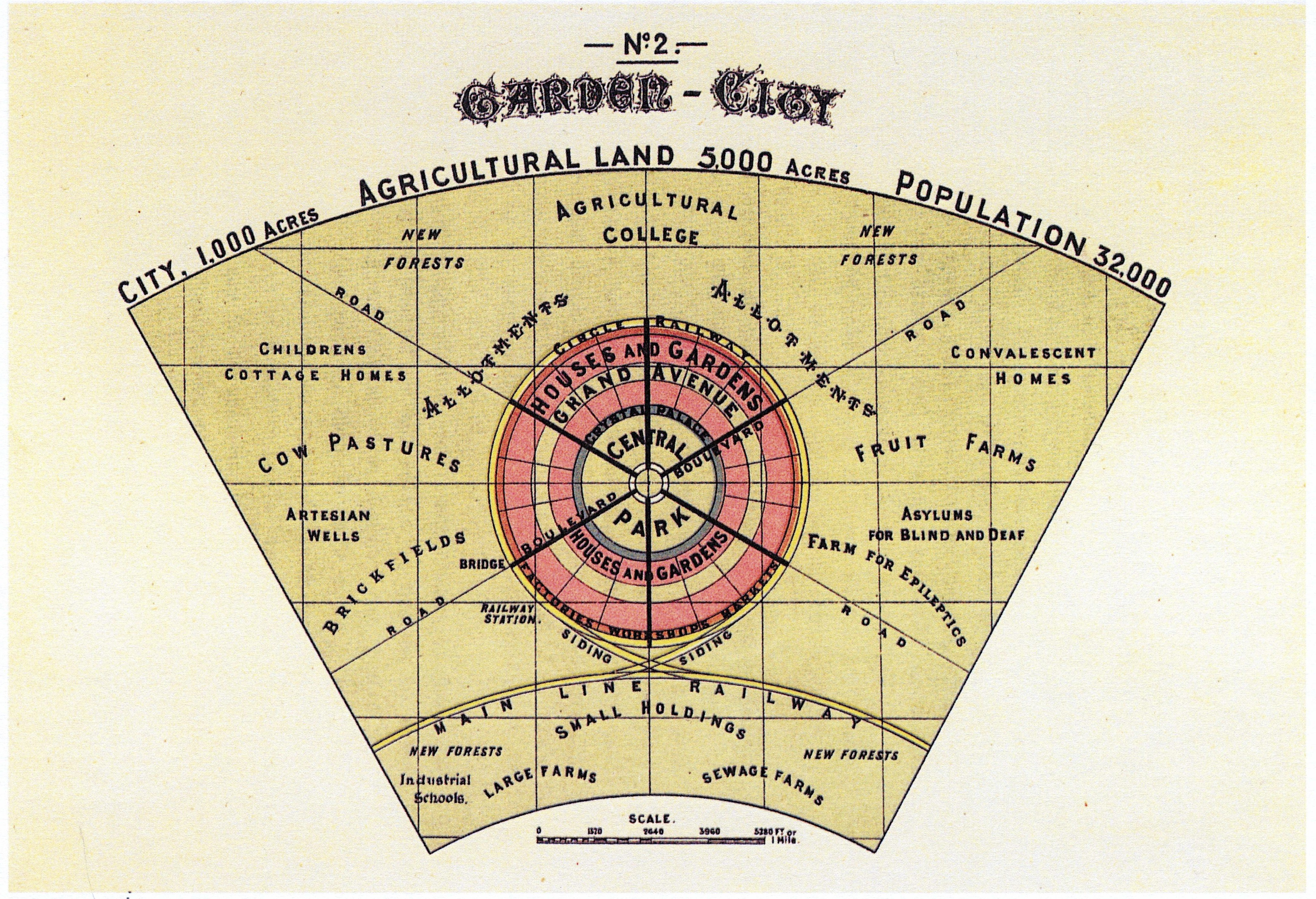
ダイアグラムNo.2
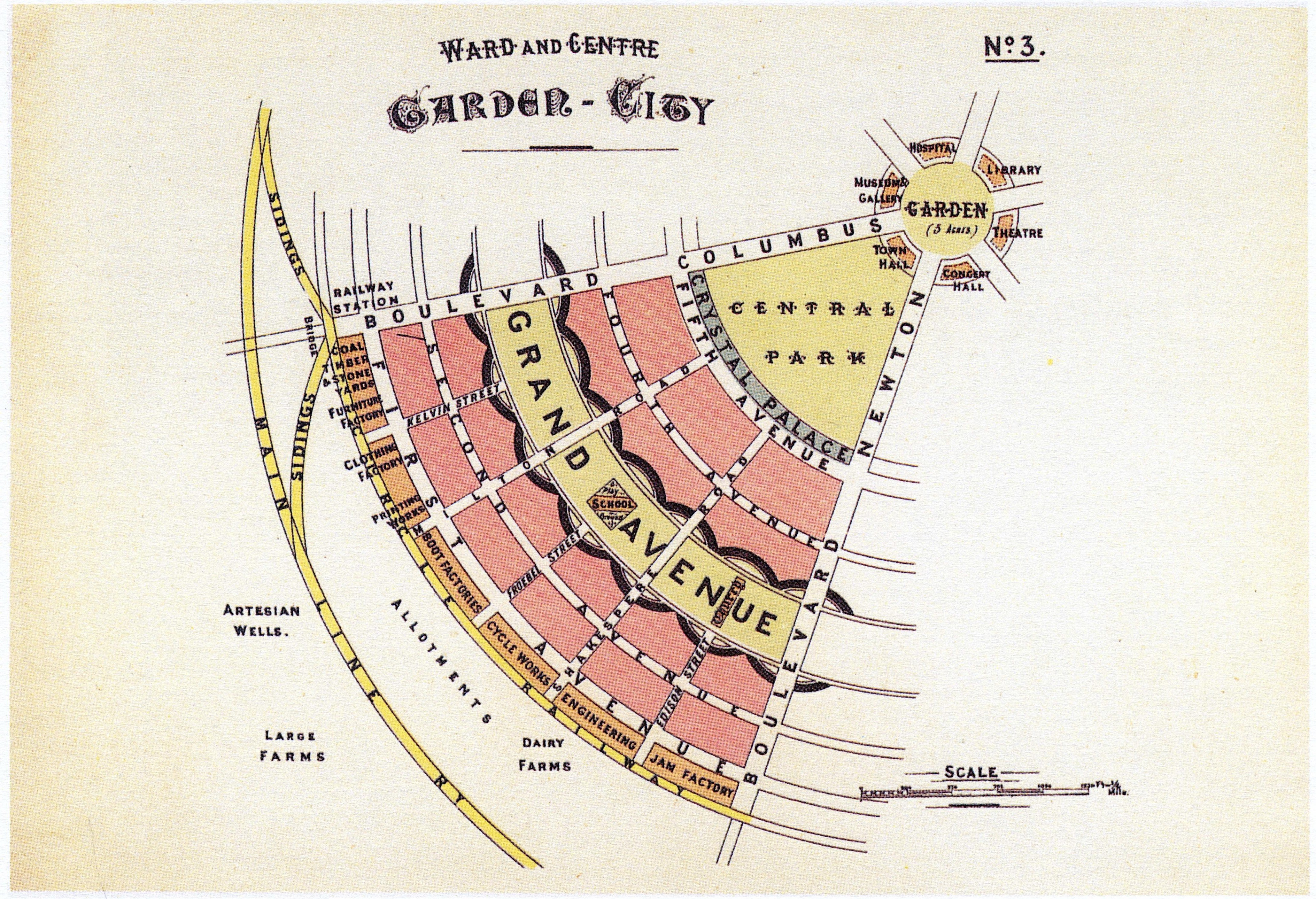
ダイアグラムNo.3
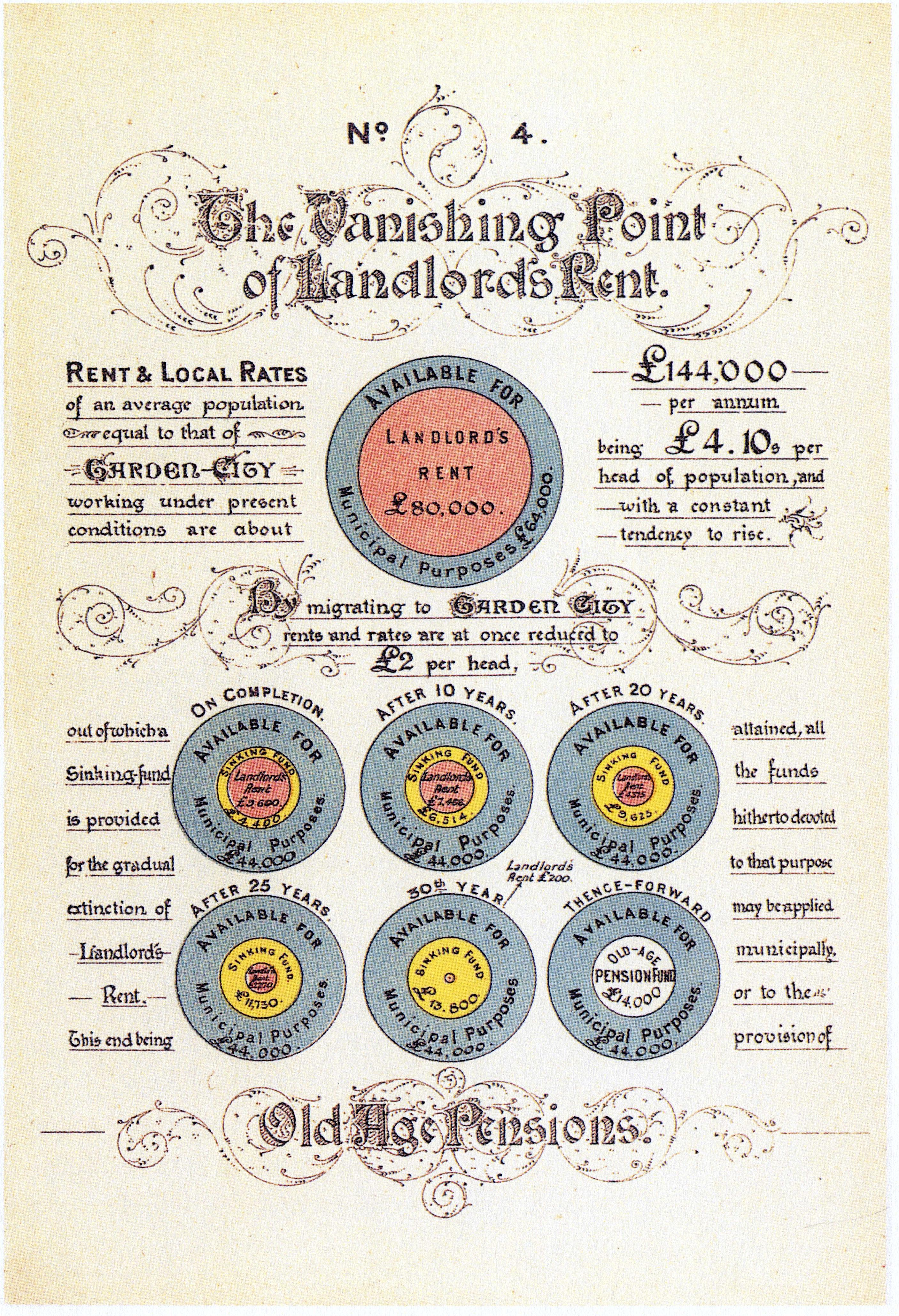
ダイアグラムNo.4
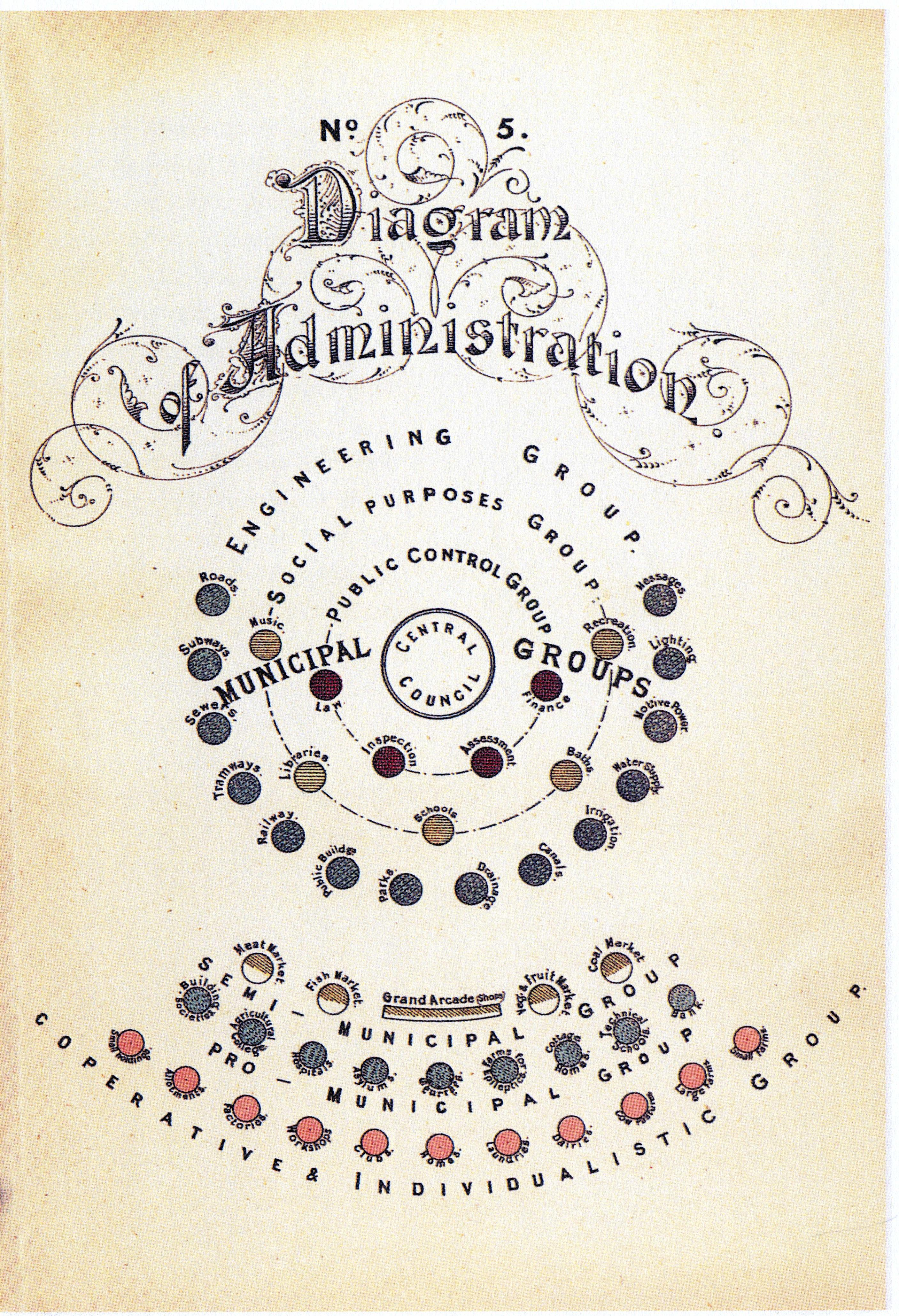
ダイアグラムNo.5
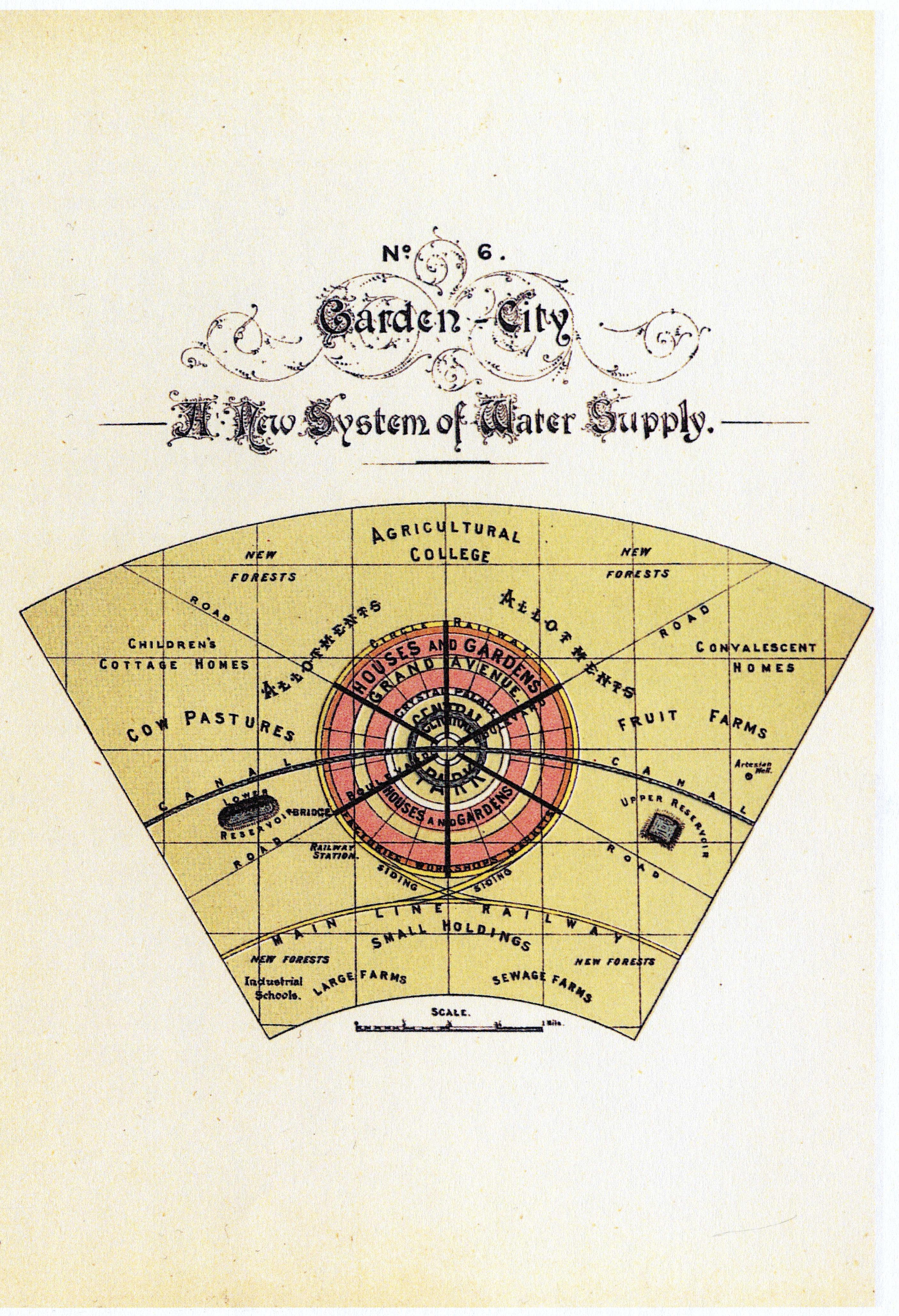
ダイアグラムNo.6
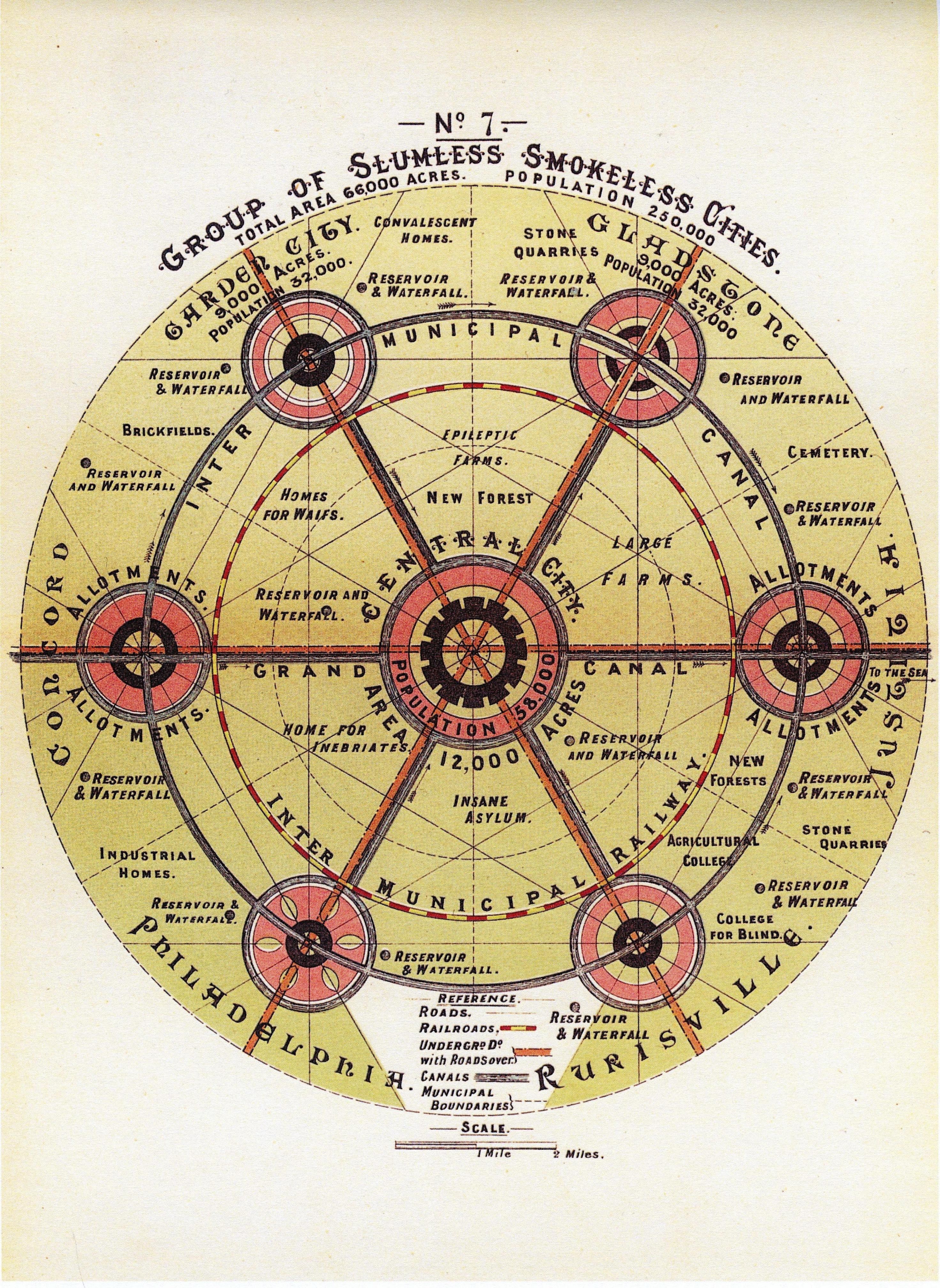
ダイアグラムNo.7

## 『明日の田園都市』（1922年）

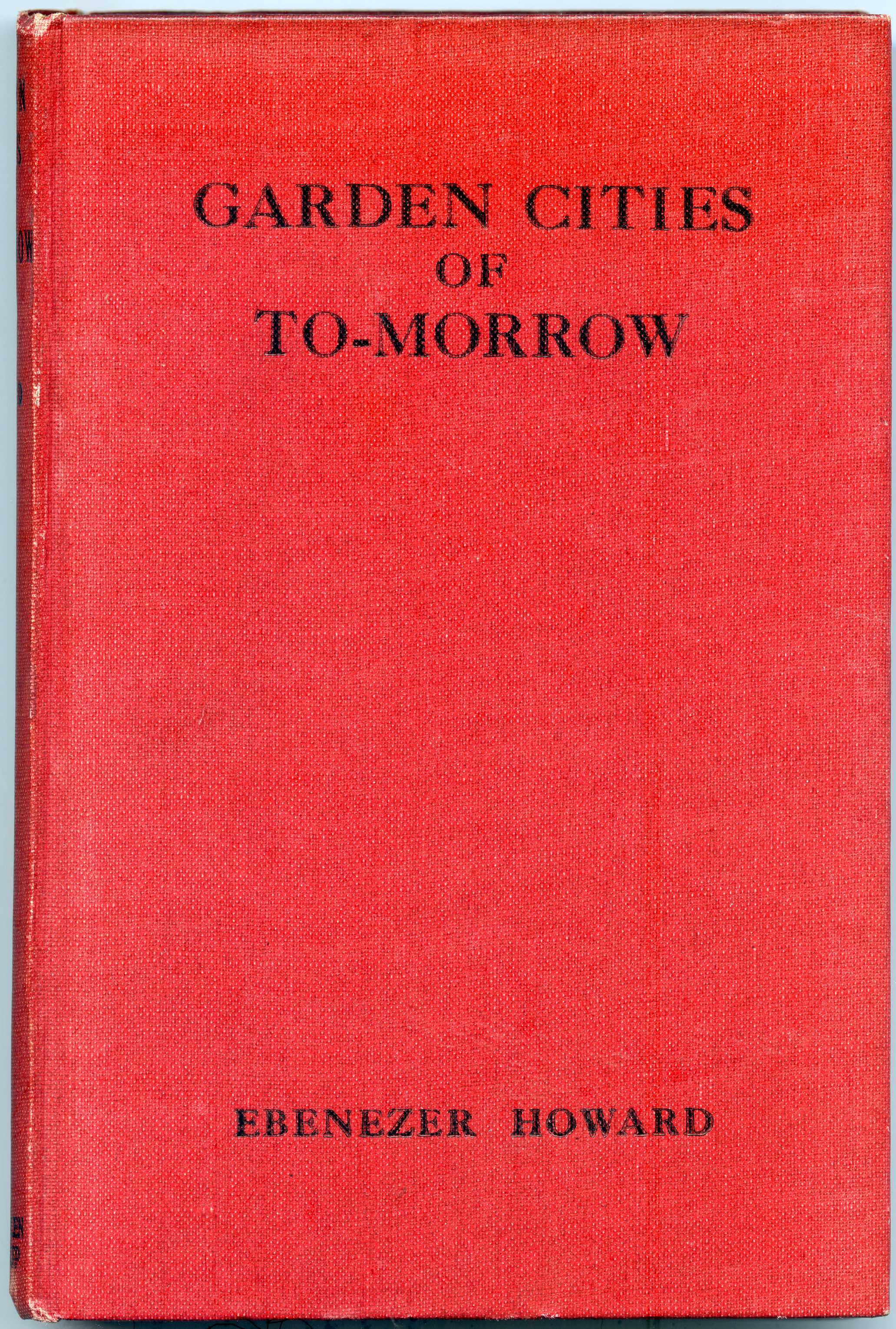
『明日の田園都市』（三版）の表紙
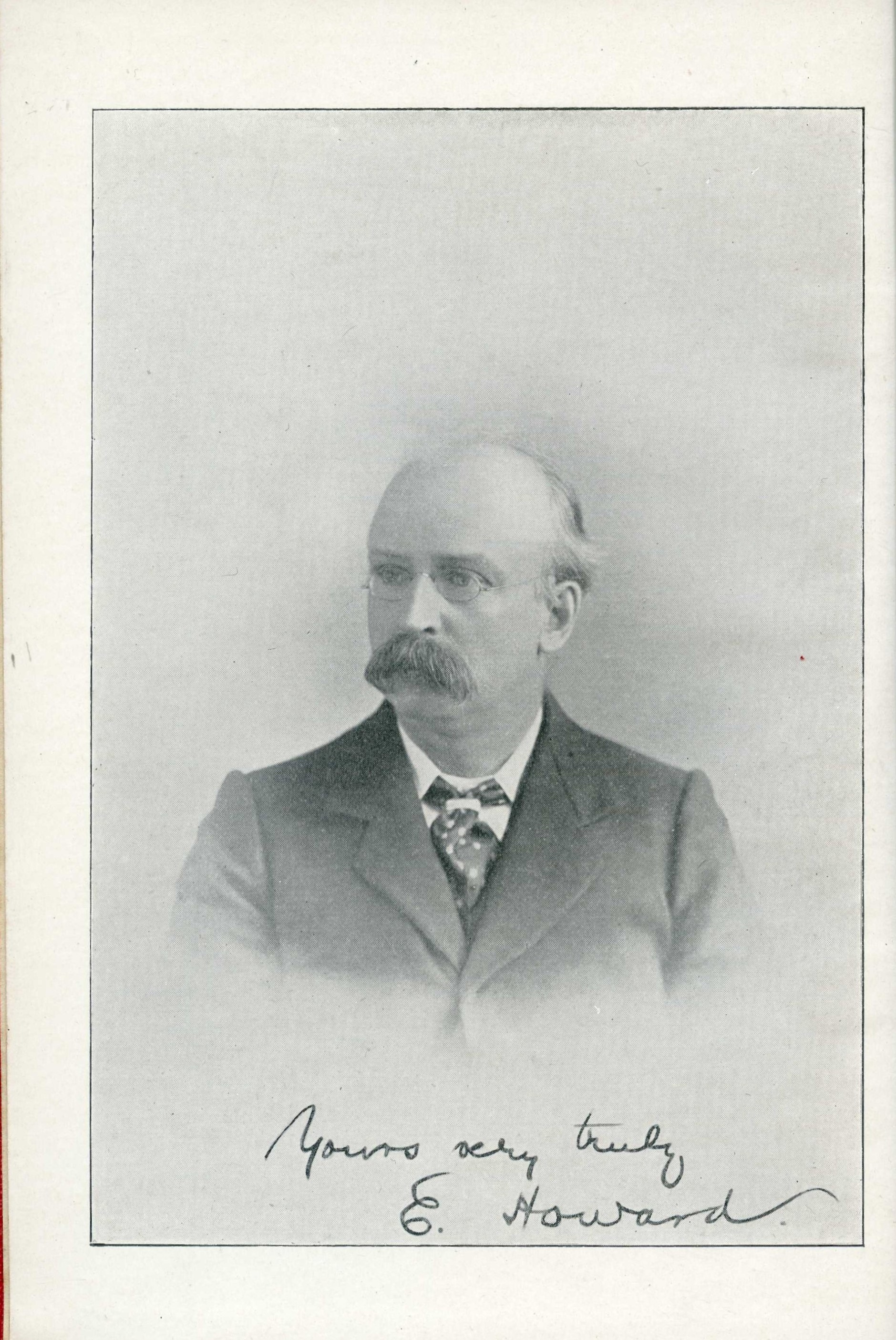
『明日の田園都市』（三版）
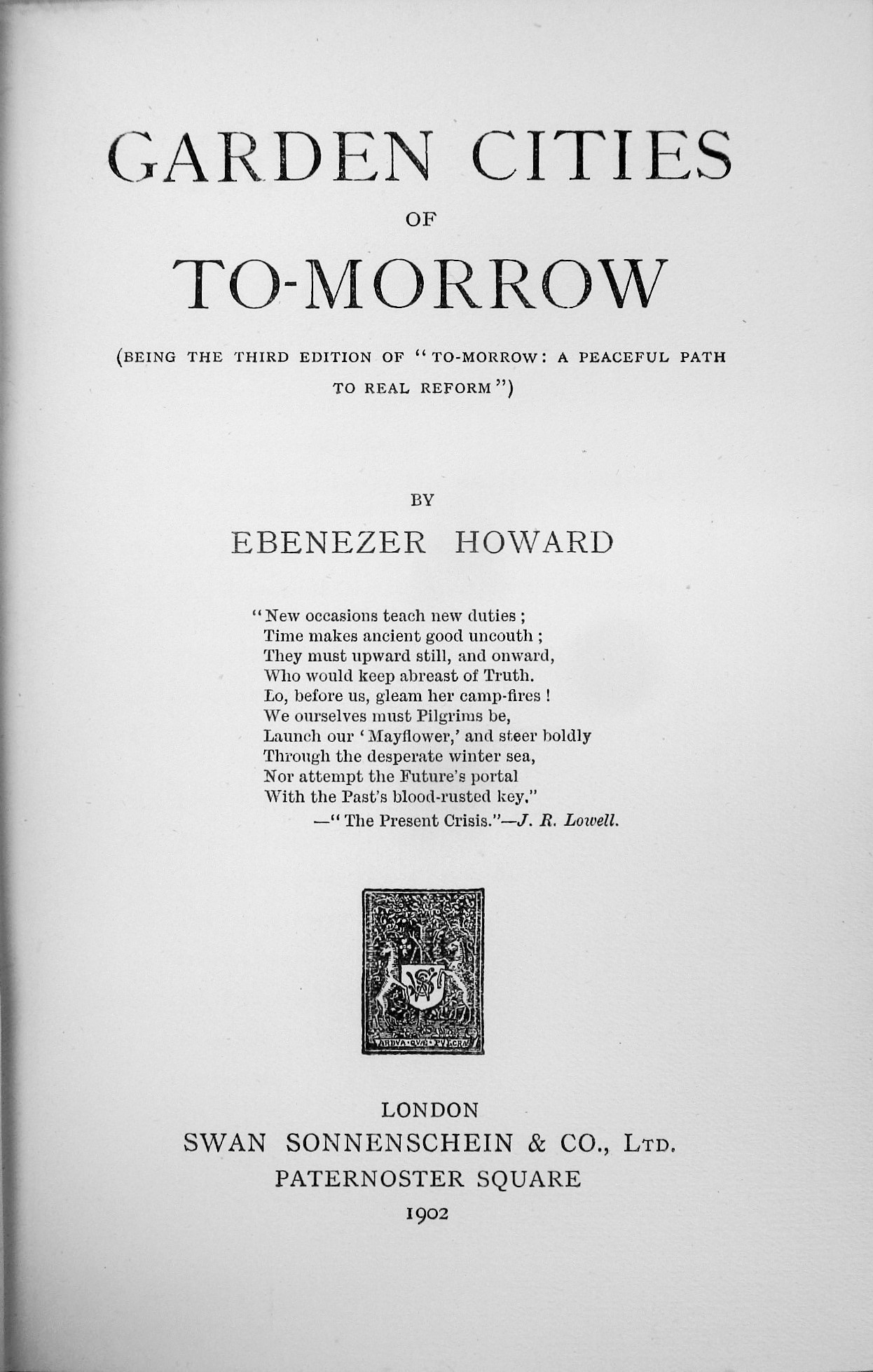
『明日の田園都市』（三版）
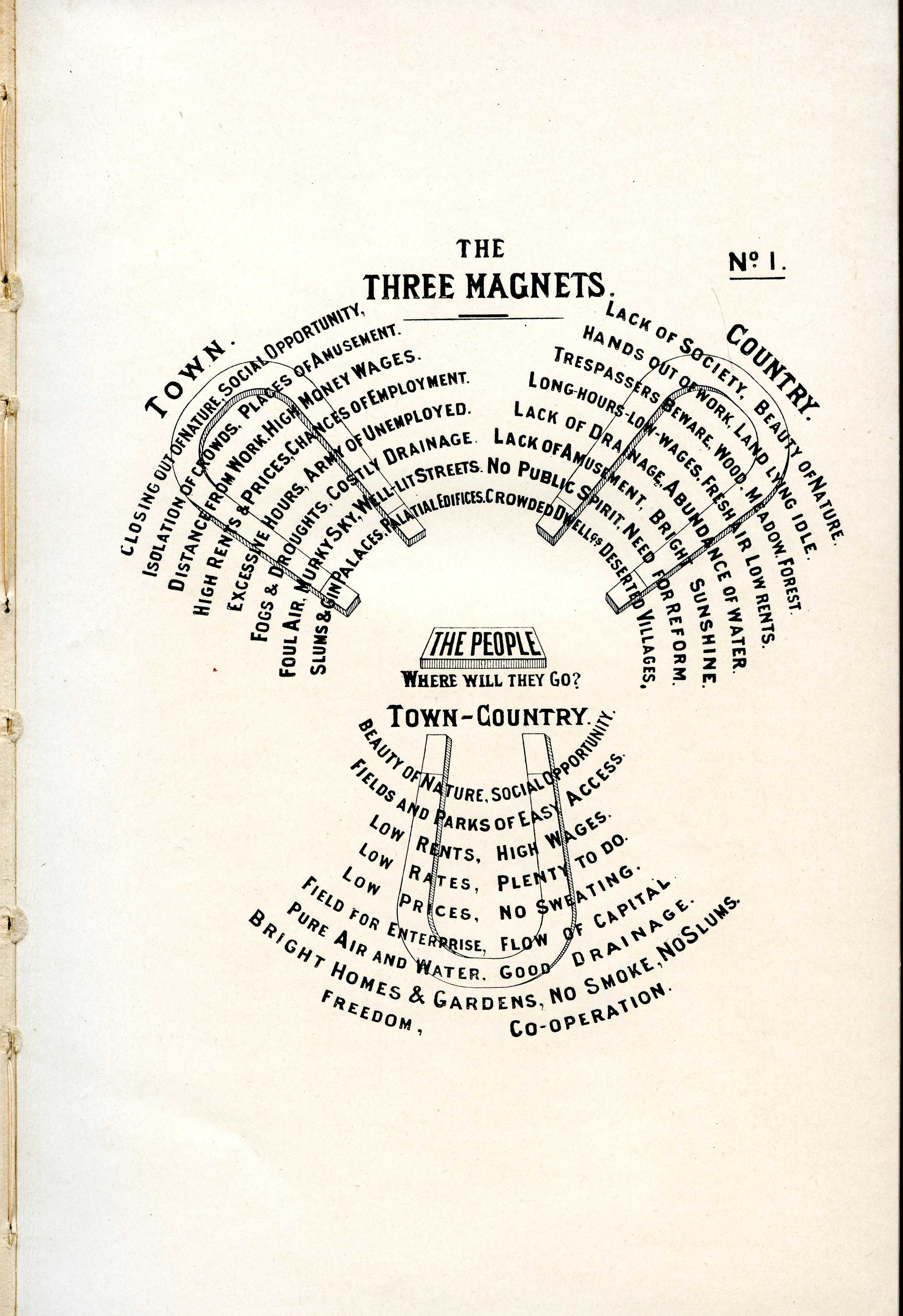
ダイアグラムNo.1 （三つの磁石）
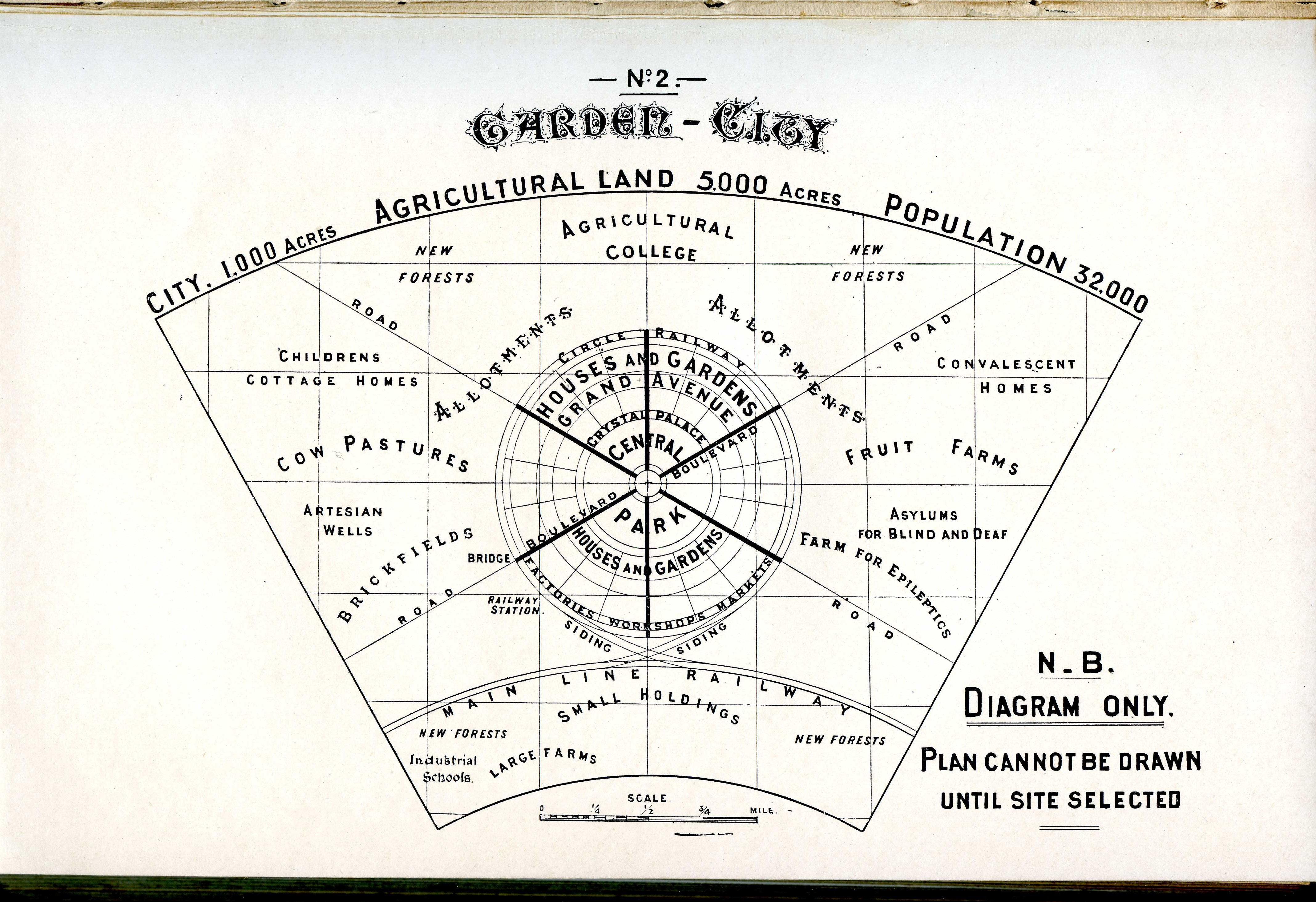
ダイアグラムNo.2
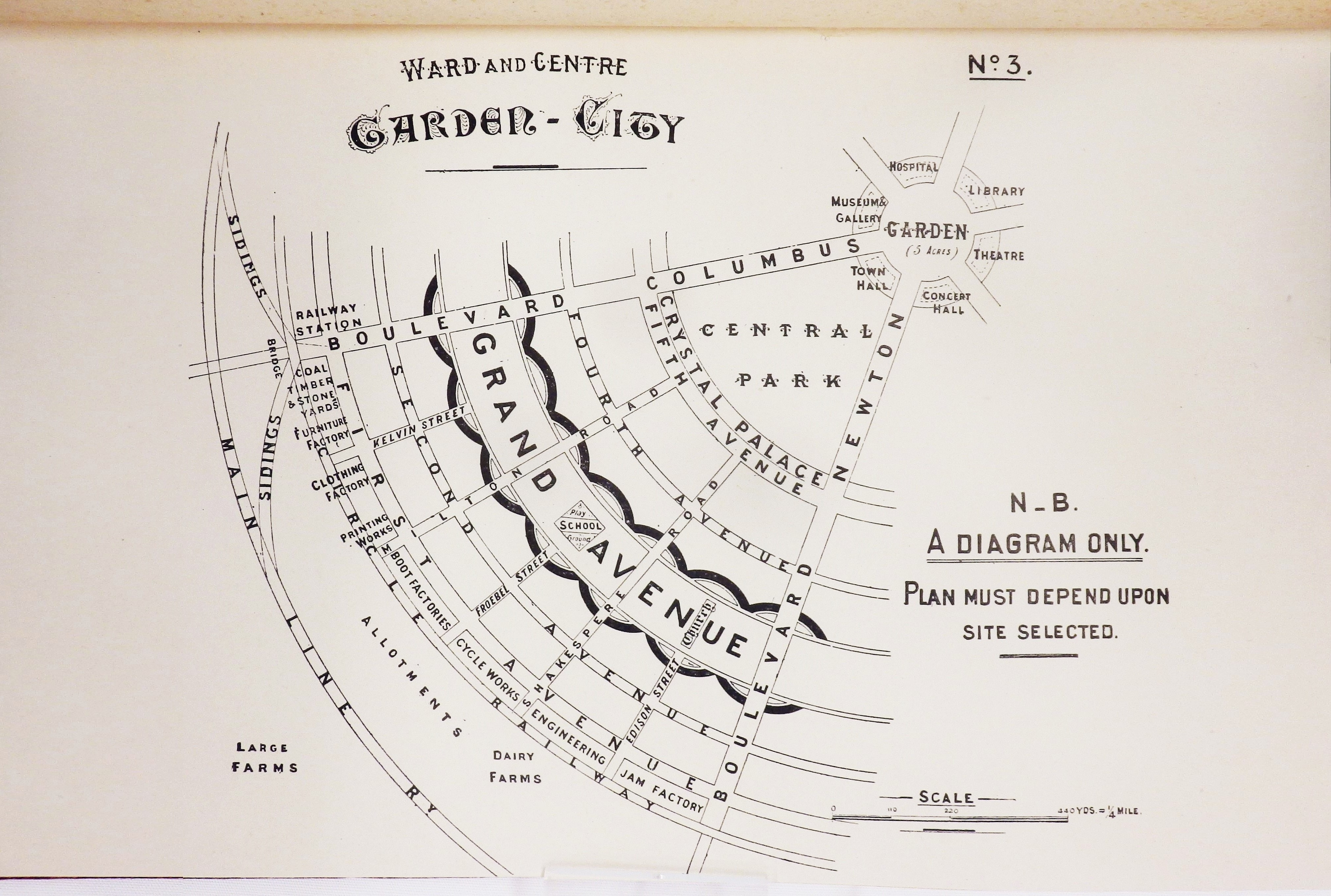
ダイアグラムNo.3
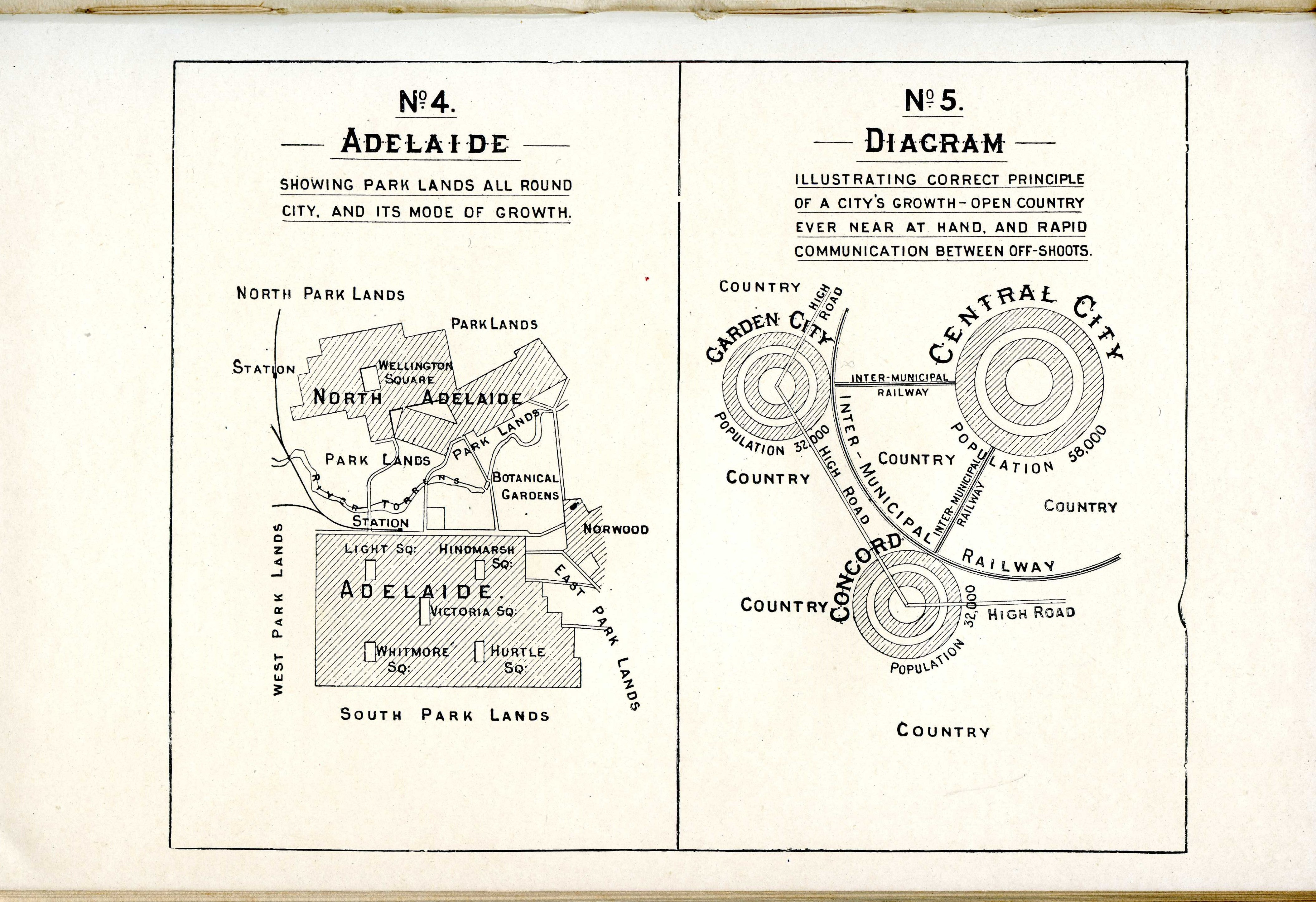
ダイアグラムNo.4

## 著書
- Howard, Ebenezer, To-morrow: A Peaceful Path to Real Reform, London: Swan Sonnenschein & Co., Ltd., 1898.(初版)
- Howard, Ebenezer, Garden Cities of To-morrow, London: Swan Sonnenschein & Co., Ltd., 1902.（改訂版）
- 『明日の田園都市』（長素連訳、鹿島出版会・SD選書）
- 『［新訳］明日の田園都市』（山形浩生訳、鹿島出版会）